# Milán Futuro
Milan Futuro je italský fotbalový klub hrající v sezóně 2024/25 ve 3. italské fotbalové lize. Sídlí ve městě Milán v regionu Lombardie.
Je to rezervní tým Milána a byl založen v roce 2024 a je třetím klubem po Juventus Next Gen a Atalanta U23 co má rezervní profi tým ve Serii C i když podléhá omezením jak z hlediska věku, tak v přísně sportovně-společenském kontextu. Také je celkově druhý v hierarchickém pořadí v rámci klubu, následuje první tým a po něm je tým Primavera.
Své zápasy hraje na stadionu Stadio Felice Chinetti ve městě Solbiate Arno.

## Změny názvu klubu
- 2024/25 – Milan Futuro (Milan Futuro)

## Historie
Dne 27. června 2024, po vyloučení Ancony ze Serie C, Milán oficiálně oznámil založení svého druhého týmu s názvem Milan Futuro poté, co získal od FIGC schválení žádosti o registraci od sezony 2024/25. Ve stejný den byl Daniele Bonera najat jako první trenér nového týmu. Oficiálně byl klub představen 4. července 2024 při které bylo oznámeno jmenování Jovana Kirovského generálním manažerem a sportovním ředitelem klubu.

## Účast v ligách
| Úroveň soutěže | Název soutěže (nynější název) | První hraná sezona | Poslední hraná sezona | celkem odehraných sezon |
| -------------- | ----------------------------- | ------------------ | --------------------- | ----------------------- |
| 3              | Serie C                       | 2024/25            | 2024/25               | 1                       |